# Mesoleptidea melanobasis
Mesoleptidea melanobasis là một loài tò vò trong họ Ichneumonidae.